# Вест-Гантс
Вест-Гантс (англ. West Hants) — муніципальний район в Канаді, у провінції Нова Шотландія, у складі графства Гантс.

## Населення
За даними перепису 2016 року, муніципальний район нараховував 15368 осіб, показавши зростання на 0,3%, порівняно з 2011-м роком. Середня густина населення становила 12,4 осіб/км².
З офіційних мов обидвома одночасно володіли 780 жителів, тільки англійською — 14 550, а 10 — жодною з них. Усього 200 осіб вважали рідною мовою не одну з офіційних.
Працездатне населення становило 59,5% усього населення, рівень безробіття — 9,4% (11,4% серед чоловіків та 7,3% серед жінок). 87,3% осіб були найманими працівниками, а 11,1% — самозайнятими.
Середній дохід на особу становив $39 164 (медіана $31 006), при цьому для чоловіків — $45 950, а для жінок $32 600 (медіани — $39 286 та $24 581 відповідно).
23,6% мешканців мали закінчену шкільну освіту, не мали закінченої шкільної освіти — 23,8%, 52,5% мали післяшкільну освіту, з яких 27% мали диплом бакалавра, або вищий, 50 осіб мали вчений ступінь.
| Статево-вікова структура населення | Статево-вікова структура населення | Статево-вікова структура населення | Статево-вікова структура населення | Статево-вікова структура населення |
| ---------------------------------- | ---------------------------------- | ---------------------------------- | ---------------------------------- | ---------------------------------- |
|                                    |                                    |                                    |                                    |                                    |
| Всього                             | Всього                             | 49,3%50,7%                         |                                    |                                    |
| 0 — 14 років                       | 0 — 14 років                       |                                    | 15,8%                              | 15,8%                              |
| 15 — 64 років                      | 15 — 64 років                      |                                    | 64,8%                              | 64,8%                              |
| 65 і більше                        | 65 і більше                        |                                    | 19,4%                              | 19,4%                              |
| 85 і більше                        | 85 і більше                        |                                    | 1,5%                               | 1,5%                               |
| Середній вік (років)               | Середній вік (років)               | 43,044,1                           | 43,5                               | 43,5                               |
| Медіана (років)                    | Медіана (років)                    | 46,246,9                           | 46,6                               | 46,6                               |
| — чоловіки — жінки                 |                                    |                                    |                                    |                                    |

| Походження мешканців:     | Походження мешканців:     | Походження мешканців: | Походження мешканців: | Походження мешканців: |
| ------------------------- | ------------------------- | --------------------- | --------------------- | --------------------- |
| Походження                |                           |                       | осіб                  | %                     |
| Корінні американці        | Корінні американці        |                       | 1 010                 | 6.58%                 |
| Інше північноамериканське | Інше північноамериканське |                       | 8 810                 | 57.41%                |
| Європейське               | Європейське               |                       | 9 540                 | 62.17%                |
| британське                | британське                |                       | 8 290                 | 54.02%                |
| французьке                | французьке                |                       | 1 515                 | 9.87%                 |
| українське                | українське                |                       | 85                    | 0.55%                 |
| Латинськоамериканське     | Латинськоамериканське     |                       | 10                    | 0.07%                 |
| Карибське                 | Карибське                 |                       | 55                    | 0.36%                 |
| Африканське               | Африканське               |                       | 270                   | 1.76%                 |
| Азійське                  | Азійське                  |                       | 155                   | 1.01%                 |
| Океанійське               | Океанійське               |                       | 10                    | 0.07%                 |

| Зайнятість населення за галузями (за класифікацією NOC): | Зайнятість населення за галузями (за класифікацією NOC): | Зайнятість населення за галузями (за класифікацією NOC): | Зайнятість населення за галузями (за класифікацією NOC): | Зайнятість населення за галузями (за класифікацією NOC): |
| -------------------------------------------------------- | -------------------------------------------------------- | -------------------------------------------------------- | -------------------------------------------------------- | -------------------------------------------------------- |
|                                                          |                                                          |                                                          |                                                          |                                                          |
| Управління                                               | Управління                                               |                                                          | 10,5%                                                    | 10,5%                                                    |
| Бізнес, фінанси та адміністрування                       | Бізнес, фінанси та адміністрування                       |                                                          | 14,6%                                                    | 14,6%                                                    |
| Природничі та прикладні науки                            | Природничі та прикладні науки                            |                                                          | 5,1%                                                     | 5,1%                                                     |
| Охорона здоров'я                                         | Охорона здоров'я                                         |                                                          | 7,4%                                                     | 7,4%                                                     |
| Освіта, правозахист, муніципальні та урядові служби      | Освіта, правозахист, муніципальні та урядові служби      |                                                          | 10%                                                      | 10%                                                      |
| Мистецтво, культура, відпочинок та спорт                 | Мистецтво, культура, відпочинок та спорт                 |                                                          | 1,8%                                                     | 1,8%                                                     |
| Роздрібна торгівля та послуги                            | Роздрібна торгівля та послуги                            |                                                          | 19,7%                                                    | 19,7%                                                    |
| Гуртова торгівля, транспорт та обладнання                | Гуртова торгівля, транспорт та обладнання                |                                                          | 24,2%                                                    | 24,2%                                                    |
| Природні ресурси, сільське господарство                  | Природні ресурси, сільське господарство                  |                                                          | 2,8%                                                     | 2,8%                                                     |
| Виробництво                                              | Виробництво                                              |                                                          | 3,8%                                                     | 3,8%                                                     |

## Клімат
Середня річна температура становить 6,7°C, середня максимальна – 23°C, а середня мінімальна – -11,7°C. Середня річна кількість опадів – 1 254 мм.
| Клімат поселення                              | Клімат поселення | Клімат поселення | Клімат поселення | Клімат поселення | Клімат поселення | Клімат поселення | Клімат поселення | Клімат поселення | Клімат поселення | Клімат поселення | Клімат поселення | Клімат поселення | Клімат поселення |
| Показник                                      | Січ.             | Лют.             | Бер.             | Квіт.            | Трав.            | Черв.            | Лип.             | Серп.            | Вер.             | Жовт.            | Лист.            | Груд.            |                  |
| Середній максимум, °C                         | 0,02             | 0,32             | 4,66             | 10,39            | 16,20            | 21,29            | 23,04            | 22,76            | 18,48            | 12,91            | 7,98             | 1,71             |                  |
| Середня температура, °C                       | −5,86            | −5,58            | −1,22            | 4,52             | 10,32            | 15,41            | 19,01            | 18,73            | 14,43            | 8,88             | 3,94             | −2,34            |                  |
| Середній мінімум, °C                          | −11,74           | −11,46           | −7,11            | −1,38            | 4,44             | 9,52             | 14,96            | 14,68            | 10,40            | 4,83             | −0,1             | −6,38            |                  |
| Норма опадів, мм                              | 129              | 102              | 120              | 99               | 95               | 81               | 81               | 79               | 104              | 106              | 133              | 125              |                  |
| Середньомісячна швидкість вітру, м/с          | 4.76             | 4.74             | 4.72             | 4.51             | 4.04             | 3.72             | 3.38             | 3.32             | 3.70             | 4.25             | 4.51             | 4.85             |                  |
| Середньомісячна сонячна радіація, кДж/м²·день | 5009             | 8222             | 11974            | 15009            | 18137            | 20389            | 20212            | 17933            | 13684            | 8789             | 5068             | 3881             |                  |
| --------------------------------------------- | ---------------- | ---------------- | ---------------- | ---------------- | ---------------- | ---------------- | ---------------- | ---------------- | ---------------- | ---------------- | ---------------- | ---------------- | ---------------- |
| Джерело:                                      |                  |                  |                  |                  |                  |                  |                  |                  |                  |                  |                  |                  |                  |